# Fundacja Dajemy Dzieciom Siłę
Fundacja Dajemy Dzieciom Siłę (FDDS) (do 2016: Fundacja Dzieci Niczyje FDN) – największa w Polsce organizacja pozarządowa, która chroni dzieci przed krzywdzeniem i pomaga tym, które doświadczyły przemocy psychicznej, fizycznej i wykorzystywania seksualnego. Wspiera rodziców oraz opiekunów w rozwijaniu kompetencji rodzicielskich i wychowawczych. Organizuje szkolenia, seminaria i konferencje dla profesjonalistów na temat profilaktyki wykorzystywania dzieci i ochrony ich przed krzywdzeniem. Prowadzi anonimowy, bezpłatny i ogólnopolski telefon zaufania dla dzieci i młodzieży. Tworzy sieć Centrów Pomocy Dzieciom, które oferują pomoc psychologiczną, prawną oraz medyczną dzieciom pokrzywdzonym przestępstwem i ich rodzinom. Oferta pomocowa jest bezpłatna.  
Fundacja w ramach działań:
- Oferuje krzywdzonym dzieciom i ich opiekunom pomoc psychologiczną i prawną.
- Edukuje dzieci, jak mogą uniknąć przemocy i wykorzystywania.
- Uczy dorosłych, jak traktować dzieci i co mogą zrobić, żeby nie były krzywdzone.
- Informuje dorosłych, jak reagować, gdy podejrzewają, że dziecku dzieje się krzywda.
- Wpływa na polskie prawo, by jak najlepiej chroniło interes dziecka.

## Działalność
1991: Założenie Fundacji Dzieci Niczyje
Fundacja powstała jako Fundacja Dzieci Niczyje i pierwotnie miała zajmować się tematem sieroctwa społecznego. Alina Margolis-Edelman (1922-2008) – lekarka i działaczka społeczna, uczestniczka powstania w getcie warszawskim, pierwowzór Ali z „Elementarza” Mariana Falskiego, przez wiele lat mieszkając w Paryżu, współtworzyła francuską organizację Médecins du Monde (Lekarze Świata). Uczestniczyła w wielu jej misjach pomocowych, m.in. w Wietnamie i Salwadorze. W Polsce założyła fundację w ramach misji Médecins du Monde. 
1993: Diagnoza problemu i strategia działania
Badania problemów dzieci w Polsce pokazały, jak ogromną niszą jest przeciwdziałanie problemowi krzywdzenia dzieci. Przemoc fizyczna i psychiczna wobec dzieci oraz wykorzystywanie seksualne dzieci to problemy, którymi jeszcze w latach 90. ubiegłego wieku się nie zajmowano. Zmiana tej sytuacji stała się wielkim wyzwaniem dla fundacji, a jej misją pomoc dzieciom, które doświadczają przemocy i wykorzystywania seksualnego. Pierwszym projektem, który zrealizowała fundacja w 1993 roku były badania postaw i doświadczeń profesjonalistów pracujących z dziećmi. Wnioski były alarmujące – brak wiedzy, umiejętności interweniowania, bezczynność. Te wyniki były podstawą strategii działań Fundacji w pierwszych latach. Jej głównym celem stała się edukacja profesjonalistów w zakresie identyfikowania symptomów krzywdzenia dziecka i podejmowania interwencji. 
1993: Wsparcie profesjonalistów
Od początku działania Fundacja dąży do tego, by każdy dorosły wiedział, jak reagować, gdy podejrzewa, że dziecko jest krzywdzone. Szczególna jest tu rola profesjonalistów, którzy pracują z dziećmi: nauczycieli, opiekunów, pedagogów, pracowników socjalnych, lekarzy, pielęgniarek, policjantów, etc., którzy mogą zidentyfikować problem i interweniować. Aby móc to robić, potrzebują jednak wiedzy i umiejętności. Fundacja organizuje szkolenia, seminaria, konferencje, które dotyczą różnych form problemu krzywdzenia dzieci, m.in. przemocy domowej i rówieśniczej, wykorzystywania seksualnego, zaniedbywania, zagrożeń w internecie. Przekazuje wiedzę i umiejętności z różnych obszarów: diagnozy, interwencji, pomocy terapeutycznej, czy działań profilaktycznych. Realizuje zarówno krótkie szkolenia uwrażliwiające, jak i pogłębione kursy zawodowych umiejętności. Opracowuje publikacje, które mogą dotrzeć do szerokiego grona profesjonalistów – poradniki, broszury, ulotki. Tworzy i udostępnia kursy e-learningowe. Wszystkie materiały edukacyjne są dostępne bezpłatnie na platformie edukacyjnej.
1996: Pierwsze placówki oferujące pomoc dzieciom krzywdzonym  
W 1996 r. powstały w Warszawie pierwsze placówki oferujące pomoc dzieciom krzywdzonym i ich rodzinom. Po kilku latach, w 2003 roku otworzono w Warszawie placówkę adresowaną do dzieci pokrzywdzonych przestępstwami, najczęściej wykorzystaniem seksualnym. Ważnym autorytetem podczas realizacji tego celu była dr Irena Kornatowska – współzałożycielka Fundacji, pierwsza prezes zarządu, psychiatra dziecięca.  
1999: Wymiar sprawiedliwości przyjazny dzieciom
W 1999 roku otworzono pierwszy w Polsce, modelowy Przyjazny Pokój Przesłuchań Dzieci, który stał się inspiracją dla wielu organizacji i instytucji w całym kraju. Konieczność przesłuchania, wielokrotne opowiadanie o traumatycznych zdarzeniach, niepewność w zakresie swoich praw powodowały strach młodych świadków. Od wielu lat Fundacja edukuje profesjonalistów związanych z wymiarem sprawiedliwości – sędziów, biegłych psychologów – by, w swojej pracy uwzględniali potrzeby i możliwości dzieci. 
2001: Kampanie społeczne
Fundacja jest organizatorem i współorganizatorem kampanii społecznych, które poruszają ważne zagadnienia i niejednokrotnie diagnozują wcześniej niedostrzegane problemy społeczne. Kampania „Dzieciństwo bez przemocy” była pierwszą polską kampanią, która zwracała uwagę na skalę problemu przemocy wobec dzieci, odbiła się szerokim echem w społeczeństwie, poruszyła środowiska lokalne, zaangażowała wiele osób, organizacji i instytucji.  
Wybrane kampanie społeczne:
- 2001 - Dzieciństwo bez przemocy
- 2003 - Zły dotyk
- 2004 - Nigdy, nie wiadomo, kto jest po drugiej stronie
- 2004 - Dziecko – świadek szczególnej troski
- 2007 - Tracąc cierpliwość, możesz stracić więcej
- 2012 - Słowa ranią na całe życie
- 2015 - GADKI
- 2015 - Mama, tata, tablet
- 2017 - Uważni Rodzice
- 2018 - Potrafię się zatrzymać
- 2020 - Domowe Zasady Ekranowe

2002: Kwartalnik “Dziecko krzywdzone. Teoria, badania, praktyka”
Od 2002 roku Fundacja tworzy kwartalnik „Dziecko krzywdzone. Teoria, badania, praktyka” - czasopismo adresowane do profesjonalistów pomagających dzieciom, pracowników akademickich, studentów i dziennikarzy.  Publikowane są w nim artykuły naukowe prezentujące wyniki badań, koncepcje teoretyczne, modele działań praktycznych w zakresie przeciwdziałania krzywdzeniu dzieci. Kwartalnik „Dziecko Krzywdzone. Teoria, badania, praktyka” znajduje się wykazie czasopism punktowanych Ministerstwa Nauki i Szkolnictwa Wyższego.
2003: Pierwsza konferencja nt. problemu krzywdzenia dzieci w Polsce  
Współorganizacja pierwszej i największej międzynarodowej konferencji nt. problemu krzywdzenia dzieci w Polsce wraz z organizacją ISPCAN., która zapoczątkowała organizowanie Ogólnopolskich Konferencji „Pomoc dzieciom – ofiarom przestępstw” (od 2018 “Dziecko pokrzywdzone przestępem”).  Sesje, referaty, warsztaty są poświęcone strategii pomocy dzieciom, które doświadczyły różnych form przemocy i wykorzystywania, ochronie praw dzieci uczestniczących w procedurach prawnych i konsekwencjom stosowania kar fizycznych wobec dzieci. Od 2004 r. konferencje odbywają się co roku, w Pałacu Kultury i Nauki w Warszawie, a jej współorganizatorem jest Miasto Stołeczne Warszawy. Konferencje są objęte patronatem honorowym Rzecznika Praw Obywatelskich, Rzecznika Praw Dziecka oraz Ministerstwa Sprawiedliwości.
2004: Dziecko w Sieci
Zajmuje się problemami związanymi z przemocą z wykorzystaniem mediów elektronicznych i internetu, szkodliwymi treściami online, sekstingiem, uwodzeniem online, niebezpiecznymi kontaktami czy nadużywaniem mediów elektronicznych. Wsparcie skierowane jest do dzieci i młodzieży, jak również do ich rodziców, opiekunów oraz profesjonalistów pracujących z dziećmi – np. nauczycieli. Jest organizatorem Digital Youth Forum - jednodniowego wydarzenia dla młodzieży na temat kreatywnego wykorzystywania nowych technologii. Współorganizuje Dzień Bezpiecznego Internetu promujący bezpieczny dostęp dzieci i młodzieży do zasobów internetowych oraz Międzynarodową Konferencję "Bezpieczeństwo dzieci i młodzieży w internecie" poświęconą szerokiemu spektrum zagadnień związanych z bezpieczeństwem dzieci i młodzieży w internecie. Od 2017 roku w ramach programu działa poradnia “Dziecko w Sieci”. W poradni odbywają się konsultacje psychologiczne, terapia indywidualna i grupowa oraz spotkania warsztatowe. 
2007: Wsparcie rodziców
Uruchomienie programu Dobry Rodzic - Dobry Start, którego celem jest ochrona małych dzieci (do 6 roku życia) przed krzywdzeniem poprzez wsparcie i edukację rodziców oraz promocję dobrego rodzicielstwa. Jest organizatorem Ogólnopolskiej konferencji „Ostrożnie – dziecko! Profilaktyka krzywdzenia małych dzieci”, która ma na celu zwiększenie wiedzy profesjonalistów z zakresu czynników ryzyka krzywdzenia małych dzieci, metod pracy z rodzinami ryzyka czy popularyzowanie dobrych praktyk w zakresie ochrony małych dzieci przed przemocą. Wydarzenie skierowane jest m.in. do pielęgniarek, psychologów, pracowników socjalnych, kuratorów, pracowników żłobków i przedszkoli, przedstawicieli władz samorządowych.
2008: Uruchomienie Telefonu Zaufania dla Dzieci i Młodzieży
Numer należy do ogólnoeuropejskiej grupy bezpłatnych linii telefonicznych o charakterze społecznym, stworzonych z inicjatywy Komisji Europejskiej oraz od 2020 roku działa codziennie, 24 godziny na dobę. Jest obsługiwana przez wykwalifikowanych psychologów i pedagogów, którzy potrafią rozmawiać z młodymi ludźmi o ich problemach i są w stanie udzielić im profesjonalnej porady w sytuacjach kryzysowych. Konsultanci współpracują z ogólnopolską siecią instytucji i organizacji, które w przypadku podejrzenia, że zdrowie lub życie dziecka jest poważnie zagrożone są uprawnieni do inicjowania interwencji policyjnej.
2010: Powstanie Telefonu dla Rodziców i Nauczycieli w Sprawie Bezpieczeństwa Dzieci
W 2010 roku Fundacja otworzyła kolejną linię pomocową –  bezpłatną i anonimową pomoc telefoniczną i online dla rodziców i nauczycieli, którzy potrzebują wsparcia i informacji w zakresie przeciwdziałania i pomocy psychologicznej dzieciom przeżywającym kłopoty i trudności takie jak: agresja i przemoc w szkole, cyberprzemoc i zagrożenia związane z nowymi technologiami, wykorzystanie seksualne, kontakt z substancjami psychoaktywnymi, depresja i obniżony nastrój, myśli samobójcze, zaburzenia odżywiania. Terapeuci i prawnicy Fundacji Dajemy Dzieciom Siłę udzielają konsultacji w zakresie podejmowania interwencji w przypadku podejrzenia przestępstw wobec dzieci, w szczególności wykorzystywania seksualnego, oraz pomocy psychologicznej dla dzieci doświadczonych przemocą i wykorzystywaniem seksualnym i uczestniczących w charakterze świadków i pokrzywdzonych w procedurach prawnych.
2010: Standardy Ochrony Dzieci  
Autorski program profilaktyki i przeciwdziałania krzywdzeniu dzieci realizowany przez FDDS we współpracy z lokalnymi władzami i instytucjami partnerskimi. Program adresowany jest do żłobków, przedszkoli, szkół podstawowych, gimnazjów, placówek opiekuńczo-wychowawczych, organizacji pozarządowych i innych instytucji, działających na rzecz dzieci. Jest to pierwszy program w Polsce, promujący bezpieczne organizacje i odpowiadający na potrzeby profesjonalistów i rodziców dzieci, w zakresie wdrażania standardów bezpiecznej dla dzieci organizacji. 
2011: Dział badawczy
Aspekt badawczy jest ważną częścią działalności Fundacji. Bardzo ważnym elementem strategii przeciwdziałania problemom społecznym jest ich diagnoza, która umożliwia skuteczną ochronę dzieci przed krzywdzeniem. To pozwala trafnie planować działania profilaktyczne i potrzebną ofertę pomocy. Badania problemu dostarczają odpowiedzi na pytania o skalę problemu, a gdy są prowadzone regularnie, informują o tym, czy natężenie problemu się zmienia, czy podjęte działania były skuteczne, czy pojawiły się nowe zagrażające zjawiska. Cykliczne badania prowadzone w oparciu o tę samą metodologię pozwalają oceniać trendy zagrożeń bezpieczeństwa i rozwoju dzieci. Dział badawczy zrealizował m.in.: Ogólnopolską diagnozę skali i uwarunkowań krzywdzenia dzieci, a także badania m.in. na temat Patotreści w internecie, Kontaktu dzieci i młodzieży z pornografią czy stosowania kar fizycznych w wobec dzieci.  
2014: Klub Przyjaciół Dzieci  
Klub Przyjaciół Dzieci to sieć społecznego zaangażowania adresowana do osób, które angażują się w działania Fundacji oraz wspierają materialnie jej działania przez regularne przekazywanie darowizn. Specjalnie dla członków Klubu wydawany jest magazyn Dajemy Dzieciom Siłę, który informuje o podejmowanych przez Fundację działaniach.
2016: Zmiana nazwy Fundacji
Po 25 latach działalności fundacja stała się największą w kraju organizacją kompleksowo zajmującą się przeciwdziałaniem przemocy wobec dzieci. Nazwa Fundacja Dzieci Niczyje kojarzona była głównie z dziećmi ulicy, z domów dziecka. Badania pokazały, że „dzieci niczyje” były odbierane przez podopiecznych fundacji i ich rodziców, opiekunów negatywnie i stygmatyzująco. Nowa nazwa i tożsamość wizualna fundacji są konsekwencją rozwoju organizacji, która od momentu założenia, znacznie rozszerzyła zakres działań. Sercem misji Fundacji pozostało działanie na rzecz dzieci doświadczających przemocy.
2017: Sieć Centrów Pomocy Dzieciom
W 2017 roku Fundacja podjęła się tworzenia Sieci Centrów Pomocy Dzieciom – specjalistycznych placówek funkcjonujących w oparciu o wypracowane zagraniczne standardy. CPD oferują kompleksową pomoc: psychologiczną, prawną oraz medyczną dzieciom – ofiarom przemocy lub wykorzystywania i ich rodzinom – pod jednym dachem. Placówki są wzorowane na najbardziej nowoczesnych ośrodkach działających na świecie i funkcjonują w oparciu o najskuteczniejszy, interdyscyplinarny model pomocy dzieciom krzywdzonym. Inspiracją dla działania CPD są standardy modelu Barnahus wypracowane przez Komisję Europejską, a także amerykańskiego Child Advocacy Center. Obecnie FDDS prowadzi trzy takie Centra – w Gdańsku, Starogardzie Gdańskim i w Warszawie. Kolejne dwa prowadzone są przez organizacje partnerskie: Stowarzyszenie Szansa w Głogowie i Stowarzyszenia Klanza w Białymstoku. Fundacja pomaga dzieciom i młodzieży do 18 r. ż. i ich rodzicom/opiekunom.  

## Placówki prowadzone przez FDDS
Centrum Dziecka i Rodziny - Warszawa: placówka udziela wsparcia psychologicznego dla rodziców małych dzieci (w wieku 0-6 lat), którzy doświadczają trudności wychowawczych. Oferuje bezpośrednią pomoc dla rodziców małych dzieci (konsultacje, poradnictwo wychowawcze, warsztaty, spotkania edukacyjne) oraz dla małych dzieci. Oferta jest skierowana do rodziców, którzy doświadczają trudności wychowawczych, posiadają stany napięcia w związku z oczekiwaniem na dziecko, utratą dziecka (np. poronienie), depresję poporodową, problemy emocjonalne związane z rolą rodziców lub młodym wiekiem rodziców. 
Centrum Pomocy Dzieciom: specjalistyczna placówka świadcząca interdyscyplinarną pomoc dzieciom pokrzywdzonym przestępstwem i ich rodzinom/opiekunom, a także profesjonalistom pomagającym dzieciom krzywdzonym. Oferuje konsultacje psychologiczno-pedagogiczne, psychiatryczne, porady prawne, prowadzenie terapii indywidualnej dla dzieci pokrzywdzonych oraz dla ich rodziców i opiekunów; interwencje w sytuacjach kryzysowych w przypadkach podejrzenia przestępstw wobec dzieci; konsultacje dla profesjonalistów (psychologów, pedagogów, pracowników służby zdrowia, pracowników socjalnych) podejrzewających lub stwierdzających przestępstwa i krzywdzenie dzieci; prowadzenie grup wsparcia, socjoterapeutycznych i psychoedukacyjnych dla dzieci, młodzieży oraz rodziców i opiekunów, indywidualne lub grupowe przygotowanie do udziału w procedurach karnych. Ze wsparcia placówki korzystają głównie dzieci, które uczestniczą w procedurach prawnych, które są ofiarami lub świadkami przestępstw oraz dzieci, w przypadku których zachodzi podejrzenie krzywdzenia. Każdorazowo pomocą objęci są także opiekunowie dziecka w ww. sytuacjach. Pomoc w CPD jest bezpłatna.  
- Centrum Pomocy Dzieciom - Gdańsk
- Centrum Pomocy Dzieciom - Starogard Gdański

- Centrum Pomocy Dzieciom - Warszawa
- Centrum Pomocy Dzieciom - Głogów (placówka partnerska)
- Centrum Pomocy Dzieciom - Białystok (placówka partnerska)

## Akcje charytatywne
Biegam dla dzieci jest grupą charytatywnych biegaczy FDDS. Zainteresowani mogą wziąć udział w półmaratonach, maratonach (FUNDACJA MARATON WARSZAWSKI), rywalizacji drużyn w maratonie sztafet (EKIDEN) i biegach przełajowych (CITY TRAIL). Wpłaty zebrane w ramach zbiórek wspierają działania Fundacji umożliwiając udzielanie bezpłatnej pomocy osobom pokrzywdzonych przestępstwem.  
List od Mikołaja to świąteczna akcja umożliwiająca zamówienie personalizowanego listu, który zostanie wysłany do wskazanego dziecka, czy też dorosłego. W ten sposób Fundacja zbiera środki finansowe, które później przeznacza na kompleksową pomoc podopiecznym. 

## Nagrody
- Nagroda Miasta Stołecznego Warszawy /2001/
- „ISPCAN 2004 Multidisciplinary Team Award” międzynarodowa nagroda dla organizacji zajmujących się problematyką krzywdzenia dzieci przyznawana przez International Society for Prevention of Child Abuse and Neglect /2004/
- Nagroda w X edycji Konkursu na Najlepsze Dzieło Obywatelskie Pro Publico Bono w kategorii Służba Bliźniemu /2008/
- Nagroda Honorowa Rzecznika Praw Dziecka Pro Infantis Bono/2009/
- Odznaka Honorowa Rzecznika Praw Obywatelskich za zasługi dla ochrony praw człowieka /2011/

- Odznaka Honorowa za Zasługi dla Praw Dziecka INFANTIS DIGNITATIS DEFENSORI przyznana przez Rzecznika Praw Dziecka /2014/
- Nagroda Polsko-Amerykańskiej Fundacji Wolności Sektor 3.0 /2017/
- Nagroda Polskiej Rady Biznesu im. Jana Wejcherta dla prezeski Moniki Sajkowskiej /2017/
- Monika Sajkowska niosła ogień IGRZYSK OLIMPIJSKICH w sztafecie poprzedzającej Zimowe Igrzyska Olimpijskie w PyeongChang 2018. W ten sposób została wyróżniona i zaproszona do grona inspirujących uczestników z całego świata, którzy udowadniają, że „niemożliwe nie istnieje”, angażując się w pomoc lokalnym społecznościom /2018/
- Nagroda Architekta Rozwoju 2018 przyznawana przez United Nations Global Compact Poland /2018/

- Tytuł “Aktywny w walce z depresją” przyznawany przez Stowarzyszenie Aktywnie Przeciwko Depresji /2019